# Putsch

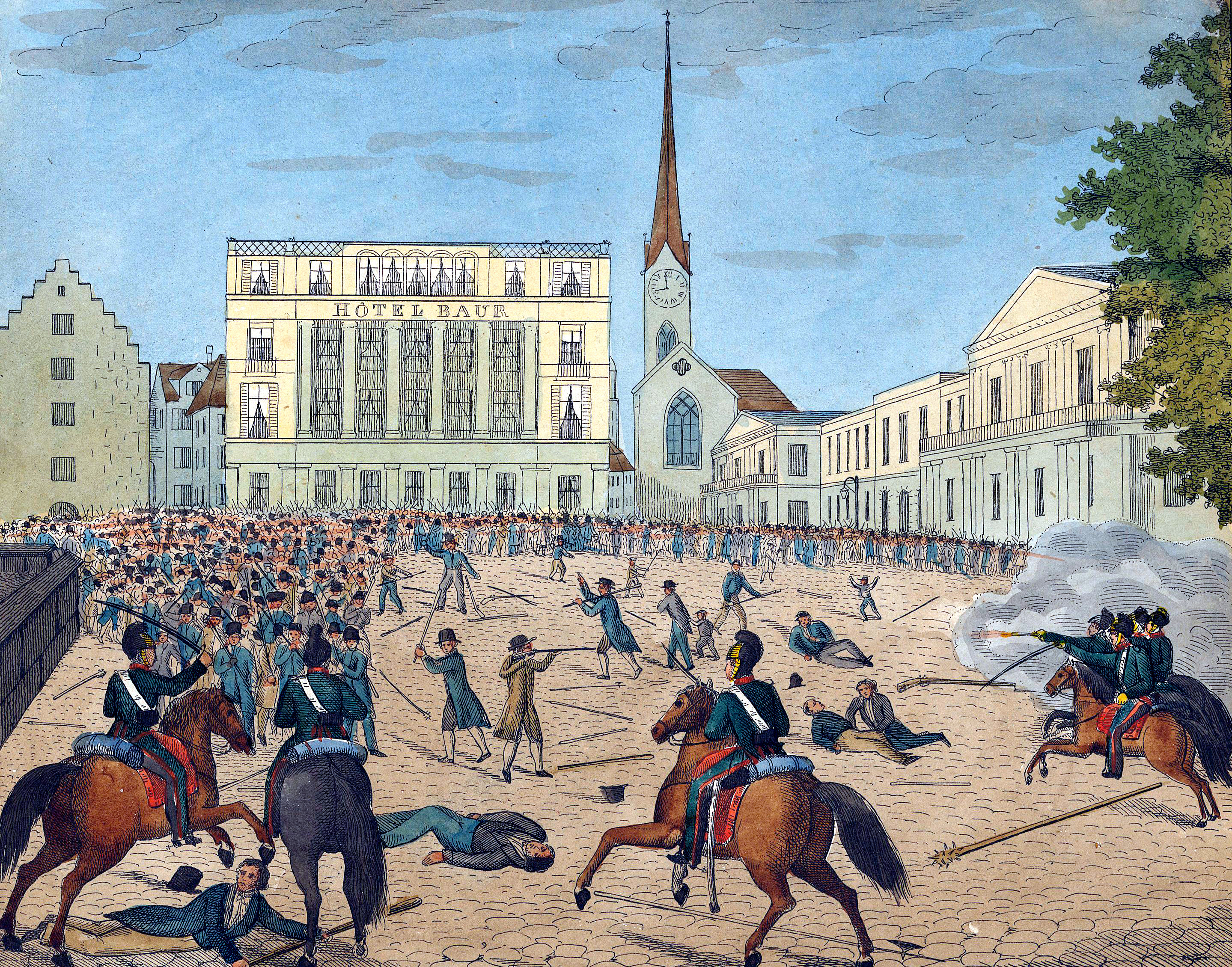
Darstellung des Züriputsch (1839), durch welchen das Wort Putsch international bekannt wurde

Ein Putsch oder Staatsstreich (oft französisch coup d’état [ˌkudeˈta]) ist eine illegale, meist gewaltsame und überraschende Aktion von Angehörigen des Militärs oder paramilitärischer Organisationen und/oder einer Gruppe von Politikern mit dem Ziel, die Macht im Staat zu übernehmen oder für sich zu erhalten. 
Das Wort Putsch wird zumeist nur für eine erfolgreiche Militärrevolte benutzt. Ihr folgt in der Regel eine Militärdiktatur oder die Herrschaft eines autoritären Regimes. Nach einem Fehlschlag ist meist von einem Putschversuch oder Revolte die Rede. Da das Wort Putsch negativ konnotiert ist, verwenden Putschisten selbst in der Regel euphemistische Bezeichnungen für ihre Handlungen. Bekannte Beispiele sind die Militärputsche in Chile 1973 oder in Griechenland 1967. Einer der seltenen Fälle, in denen ein Militärcoup eine Demokratisierung zur Folge hatte, war die Nelkenrevolution in Portugal 1974. 
Als Staatsstreich wird in der Regel die Aktion einer bereits im Amt befindlichen Regierung oder von einzelnen Regierungsmitgliedern bezeichnet, die darauf abzielt, ihre Macht auf illegitime Weise zu verlängern oder zu festigen, indem sie die Institutionen und das geltende legale Prozedere untergräbt, umgeht oder gänzlich ausschaltet. Historische Beispiele dafür sind die Staatsstreiche Napoléons I. vom 18. Brumaire des Jahres VIII und der Napoléons III. vom 2. Dezember 1851. In neuerer Zeit wurde die Entmachtung der Nationalversammlung von Venezuela durch Präsident Maduro im Jahr 2017 als Staatsstreich von oben bezeichnet, ebenso wie die Polnische Verfassungskrise und Justizreform von 2015. Der Angriff auf das Kapitol in Washington am 6. Januar 2021 durch Anhänger Donald Trumps wird von vielen Beobachtern als versuchter Staatsstreich betrachtet.
Das Antonym zu Putsch und Staatsstreich ist Revolution, die nicht nur von einer kleinen Gruppe, sondern von relevanten Teilen des Volkes getragen wird und nicht nur einen Regimewechsel, sondern einen tiefgreifenderen Wandel zur Folge hat.

## Begriffsherkunft
Ursprünglich stammt der Begriff aus der Schweiz, wo das schweizerdeutsche Dialektwort bütsch die Bedeutung ‚heftiger Stoß‘, ‚Zusammenprall‘ oder ‚Knall‘ hat. Schon im 16. Jahrhundert wurde es auch im übertragenen Sinn militärisch für einen plötzlichen Vorstoß, den Aufprall gegen ein Hindernis oder die Initiative zu einem Unternehmen verwendet und erhielt schließlich auch die speziellere Bedeutung ‚Volksauflauf‘, ‚Revolte‘. Im 19. Jahrhundert wurde das Wort im letztgenannten Sinn für verschiedene regionale und kantonale Umstürze und Unruhen wie den Freiämter Putsch (1830), den Züriputsch (1839), den Neuenburger Putsch (1856) oder den Tessiner Putsch (1890) gebraucht. Gegen Mitte des 19. Jahrhunderts verbreitete sich das Wort dann im gesamten deutschen Sprachraum, insbesondere befördert durch Zeitungsberichte über den reaktionären Züriputsch in Zürich (1839).
Nach dem Ersten Weltkrieg wurde der Begriff auch ins Englische sowie ins Französische entlehnt, wobei er hier zunächst nur als Terminus technicus in Zusammenhang mit den politischen Wirren der Zwischenkriegszeit in Deutschland und Österreich begegnet (Kapp-Putsch 1920, Hitlerputsch 1923, Juliputsch 1934), in der allgemeineren Bedeutung „Umsturzversuch [gleich wo]“ erst seit etwa 1950. Spätestens seit dem so genannten Putsch d’Alger (1958) ist er im politischen Diskurs Frankreichs fest verankert.
Für die im Kontext von Putschaktivitäten stehende politisch sensible Region in Subsahara-Afrika hat sich unterdessen der Begriff Coup belt (Putschgürtel) etabliert.

## Putsch und Staatsstreich

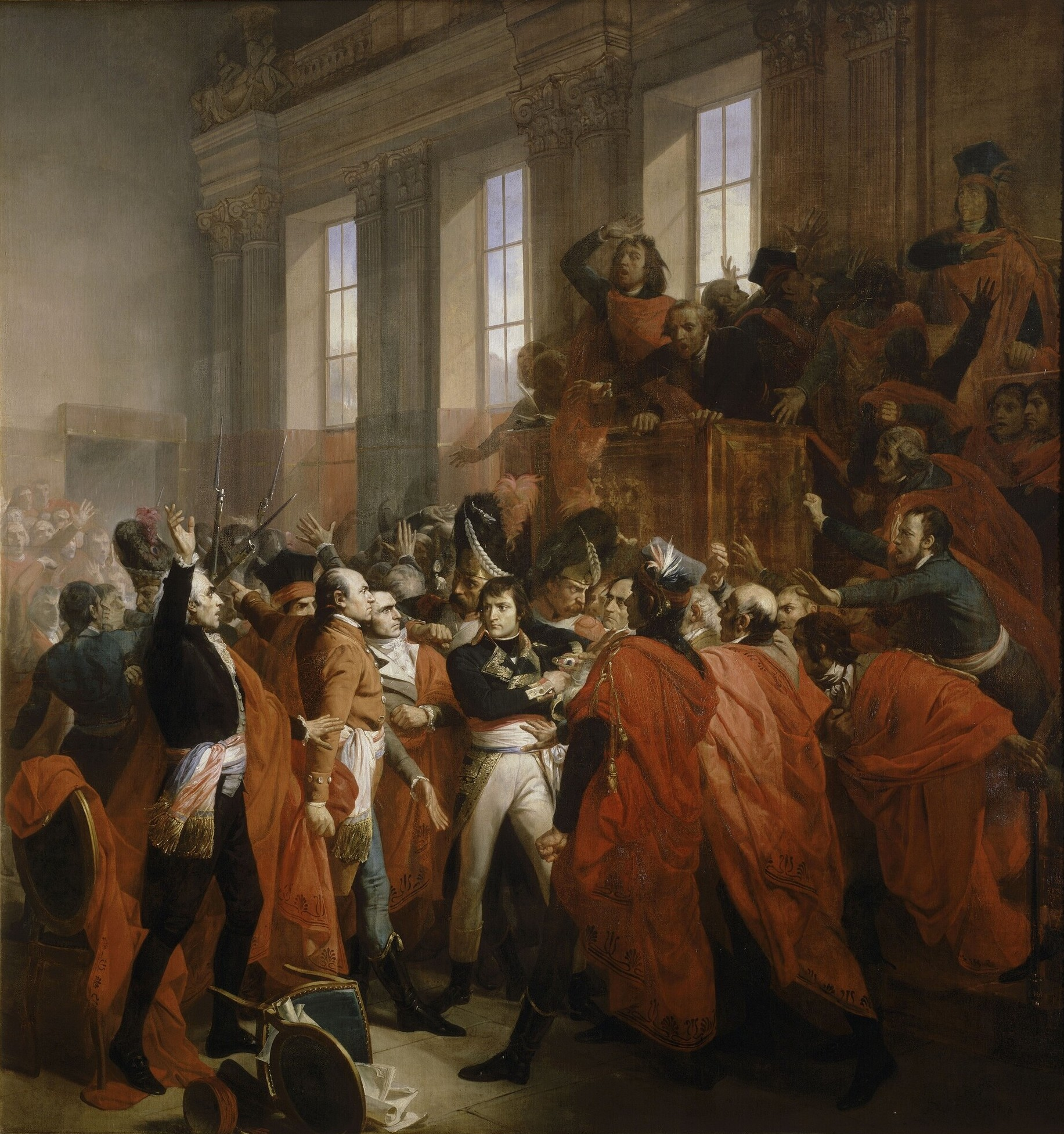
Darstellung der Machtübernahme Napoleons 1799

Darüber, ob und inwiefern sich die Begriffe Putsch und Staatsstreich unterscheiden, besteht keine Einigkeit. Oft wird der Unterschied darin gesehen, dass bei einem Putsch der gewaltsame Sturz der Regierung von außen versucht wird (etwa vom Militär), während an einem Staatsstreich ein oder mehrere Mitglieder der aktuellen Regierung beteiligt sind. Der Begriff Staatsstreich entstand im 17. Jahrhundert als deutsche Übertragung des französischen Begriffes coup d'état. Die erste Monografie über den Staatsstreich wurde von Gabriel Naudé verfasst. Weite Verbreitung fand der Begriff im Zuge des Staatsstreichs des 18. Brumaire VIII, d. h. der Machtübernahme Napoleons in Frankreich 1799 sowie des Staatsstreichs von Louis-Napoléon Bonaparte vom 2. Dezember 1851.
- Der Duden gibt bei Putsch als Bedeutung an: „von einer kleineren Gruppe [von Militärs] durchgeführter Umsturz[versuch] zur Übernahme der Staatsgewalt“.[11] Bei Staatsstreich lautet die Bedeutungsangabe dagegen: „gewaltsamer Umsturz durch etablierte Träger hoher staatlicher Funktionen“.[12] Coup d’État wird als (weitgehend) gleichbedeutend mit Staatsstreich behandelt.[13]
- Der Brockhaus vermerkt ergänzend, dass ein Staatsstreich ein planmäßig gegen die Verfassung gerichteter Umsturz bzw. Umsturzversuch sei. Meyers Konversations-Lexikon nennt Verfassungswidrigkeit als besonderes Merkmal eines Staatsstreichs. Einen Putsch hingegen beschreiben beide weniger spezifisch, das Merkmal eines gegen die Verfassung gerichteten Umsturzplanes muss dafür nicht notwendig erfüllt sein.
- Auch das Politiklexikon sieht den Unterschied darin, dass die Akteure eines Staatsstreiches bereits an der Macht beteiligt seien. Als Antonym zu Staatsstreich nennt es Putsch.[14]
- Nach Walter Theimers Lexikon der Politik wird ein Staatsstreich „insbesondere vom Militär oder Teilen davon“ durchgeführt. Der Unterschied bestehe darin, dass die Putschisten „subalterne Offiziersgruppen“ oder andere eher machtlose Gruppen seien; Voraussetzung für die Durchführung eines Staatsstreichs sei dagegen eine hohe Machtstellung der Akteure, die – wie bei der Absetzung Mussolinis durch König Viktor Emanuel III. 1943 – sogar Staatsoberhäupter sein könnten. Das Antonym von Staatsstreich sei Revolution.[15]
- Das Wörterbuch zur Geschichte definiert Putsch als Sonderform des Staatsstreichs: Er sei ein „Staatsstreich von unten durch eine kleinere Gruppe“.[16]

Andere Autoren behandeln die Begriffe als mehr oder weniger gleichbedeutend:
- Der Kriminologe Wolf Middendorf sieht keinen wesentlichen Bedeutungsunterschied, allenfalls gehörten Putschisten oft niedrigeren militärischen Rängen an.[17]
- Das Wortschatzlexikon der Universität Leipzig bezeichnet beide Begriffe als synonym.[18]
- Auch der Osteuropahistoriker Manfred Hildermeier benutzt beide Begriffe synonym, wenn er etwa die Moskauer Ereignisse vom August 1991 einmal als „gescheiterten Putsch“ und einmal als „versuchten Staatsstreich“ bezeichnet.[19]

## Militärputsch
Streitkräfte haben häufig Traditionen und Organisationsstrukturen, die älter sind als das Regime, dessen Existenz zu sichern ihre Aufgabe ist. Die Zusammensetzung des Offizierskorps kann dabei eine Rolle spielen, die Größe der Armee, eine Tradition von vorangegangenen Militärputschen, Niederlagen in Kriegen oder nationale Krisen, deren Bewältigung einer zivilen Regierung nicht zugetraut wird. Das kann dazu führen, dass zivile Regierungen entweder von Militärs in Putschen direkt beseitigt, oder aber vom Militär ihren inneren Feinden ausgeliefert werden.
Häufiger als der direkte Putsch mit dem Sturz der Regierung ist die legalisierte Auflehnung, bei der das Militär seine umfangreichen Machtbefugnisse nutzt, um direkten Einfluss auf politische Regierungsentscheidungen zu nehmen. In der Türkei, Thailand, Chile und in Burma hatte sich das Militär nach Militärputschen auch für die Zeit nach der Rückgabe der Macht an die Zivilisten derartige Einflussmöglichkeiten gesichert. Parlamentssitze und andere institutionalisierte Einflussmöglichkeiten sichern dem Militär einen Einfluss an der politischen Macht, ohne dass eine direkte Gewaltandrohung ausgesprochen werden muss.
Frankreich erlebte während der Auflösung seines Kolonialreiches zwei Militärputsche von Offizieren, die die Entwicklung aufhalten wollten. Der erste, der Putsch von Algier, führte 1958 zum Sturz der Vierten Republik, der zweite Putsch der Generale von 1961 scheiterte, bevor Algerien schließlich im März 1962 unabhängig wurde.

## Palastrevolution
Eine Sonderform des Putsches ist die Palastrevolution. Sie bezeichnet keine Revolution, sondern einen Sturz von Herrschern oder Staatsmännern, der nicht durch Volksaufstände oder Erhebungen der Bevölkerung, sondern durch Intrigen im Umfeld der jeweiligen Herrscher herbeigeführt wird. Umgangssprachlich wird auch die Auflehnung gegen Vorgesetzte in Firmen und Organisationen als Palastrevolution bezeichnet. Beispiele sind die Russischen Palastrevolutionen.

## Selbstputsch
Als Selbstputsch (spanisch Autogolpe) wird ein Staatsstreich bezeichnet, bei welchem ein demokratisch gewähltes Staatsoberhaupt oder Regierungschef mithilfe des Militärs oder unverfassungsgemäßer Methoden das Parlament und/oder das Verfassungsgericht ausschaltet, um diktatorische Macht zu erlangen. Als bekanntestes Beispiel dieses Selbstputsches gilt der Autogolpe von Perus Präsidenten Alberto Fujimori im April 1992. In Guatemala versuchte 1993 Jorge Antonio Serrano Elias nach dem Vorbild Fujimoris die Macht an sich zu reißen, wurde aber nach massiven Protesten entmachtet. Ein weiterer, aber erfolgloser Selbstputsch in Peru wurde im Dezember 2022 von Pedro Castillo durchgeführt, welcher infolgedessen des Amtes enthoben wurde.

## Putsche in der Geschichte
Obwohl das Wort Putsch international erst seit dem „Züriputsch“ in Gebrauch ist, können Staatsstreiche in davorliegenden Zeiten ebenso bezeichnet werden.